# Tạo dáng công nghiệp

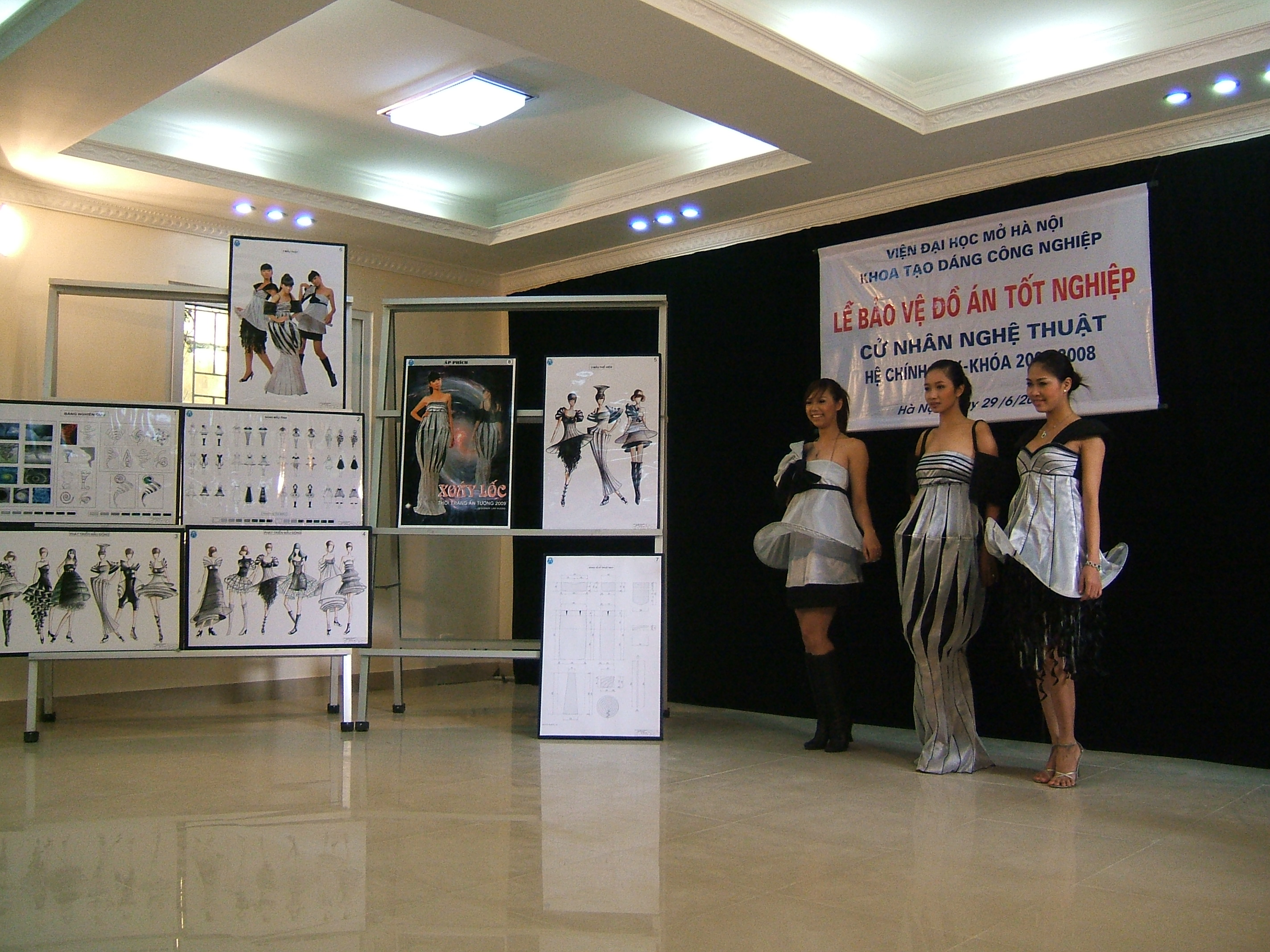
Mẫu và bản vẽ thuộc một bộ sưu tập thời trang của chuyên ngành Thiết kế Thời trang, khoa Tạo dáng Công nghiệp, hay Thiết kế Thời trang trong lễ Bảo vệ đồ án tốt nghiệp của khoa tại Viện Đại học Mở Hà Nội

Tạo dáng công nghiệp là một môn khoa học nghệ thuật mang tính ứng dụng kết hợp giữa thuộc tính mỹ thuật và tính ứng dụng.
Tạo dáng công nghiệp bao gồm từ việc hình thành ý tưởng, phác hoạ, thiết kế tạo ra hình dáng bên ngoài của sản phẩm, được thể hiện bằng đường nét, hình khối, màu sắc nhằm tạo ra một sản phẩm có giá trị văn hoá. Tạo dáng phải có tính mới đối với thế giới và dùng làm mẫu để chế tạo sản phẩm công nghiệp, thủ công nghiệp và các sản phẩm dân dụng trong đời sống hàng ngày.

## Phạm vi
Trên thế giới việc thiết kế tạo dáng sản phẩm được đánh giá rất cao, vì thế có nhiều trung tâm tạo dáng ra đời nhằm phục vụ những ý tưởng của các nhà thiết kế. Ở Việt Nam có nhiều trường đào tạo chuyên ngành tạo dáng công nghiệp như trường Đại học Dân lập Văn Lang, Đại học Kiến trúc Thành phố Hồ Chí Minh, Đại học Tôn Đức Thắng, Đại học Mỹ thuật Công nghiệp Hà Nội hoặc khoa Tạo dáng công nghiệp của Viện Đại học mở Hà Nội.

## Chuyên ngành
Tạo dáng công nghiệp bao gồm rất nhiều chuyên ngành: thiết kế thời trang, trang trí nội thất, kiến trúc, đồ họa máy tính, gốm công nghiệp, thiết kế đồ chơi trẻ em, sơn mài, thiết kế trang sức v.v. Sản phẩm của các chuyên ngành tạo dáng công nghiệp đều thực hiện bằng sự phối hợp giữa trình độ thẩm mỹ, năng khiếu nghệ thuật, kiến thức khoa học tự nhiên và tri thức văn hóa, xã hội.